# Đảng Xã hội chủ nghĩa Thống nhất Đức
Đảng Xã hội chủ nghĩa Thống nhất Đức (tiếng Đức: Sozialistische Einheitspartei Deutschlands, SED), còn được biết tới là Đảng Cộng sản Đông Đức, là đảng phái theo chủ nghĩa Marx-Lenin cầm quyền ở Cộng hòa Dân chủ Đức (GDR; Đông Đức) từ khi quốc gia này được thành lập năm 1949 tới khi sáp nhập sau Cách mạng hòa bình năm 1989. Đảng thành lập từ tháng 4/1946.
Cộng hòa Dân chủ Đức là một nhà nước độc đảng nhưng các tổ chức đảng phái mặt trận nhân dân khác được tồn tại trong liên minh với SED, các đảng này là Liên minh Dân chủ Kitô giáo Đức, Đảng Dân chủ Tự do, Đảng Nông dân Dân chủ, và Đảng Dân chủ Quốc gia. SED thực hiện giảng dạy chủ nghĩa Marx-Lenin và tiếng Nga được dạy bắt buộc trong trường học. Trong những năm 1980, SED đã bác bỏ các chính sách tự do hóa của nhà lãnh đạo Liên Xô Mikhail Gorbachev, như perestroika và glasnost, điều này sẽ dẫn đến sự cô lập của Cộng hòa Đức khỏi việc tái cấu trúc Liên Xô và sự sụp đổ của Đảng vào mùa thu năm 1989.
Walter Ulbricht là người lãnh đạo đảng và nhà nước Đông Đức từ năm 1950 đến 1971. Năm 1953, công nhân xây cất Bức tường Berlin tổ chức một cuộc đình công mà sau này biến thành một cuộc nổi dậy lan tràn chống chính phủ Đông Đức. Cuộc nổi dậy này đã bị Bộ An ninh Nhà nước và Quân đội Xô viết dập tắt. Năm 1971, Erich Honecker trở thành lãnh đạo thay Ulbricht, người đã lãnh đạo một thời kỳ ổn định trong sự phát triển của Cộng hòa Dân chủ Đức cho đến khi ông buộc phải từ chức trong cuộc cách mạng năm 1989. Khác với 2 người trước, lãnh đạo đảng cuối cùng, Egon Krenz, dù theo trường phái cải cách và ôn hòa nhưng đã không thành công trong nỗ lực duy trì thêm sự lãnh đạo SED trong chính trị Cộng hòa Dân chủ Đức và bị cầm tù sau khi Tái thống nhất nước Đức.
SED tiến hành cải cách sau mùa thu năm 1989. Trong hy vọng của việc thay đổi hình ảnh của mình, ngày 16/12 đổi tên thành Đảng Chủ nghĩa Xã hội Dân chủ (PDS), từ bỏ chủ nghĩa Mác Lênin và tuyên bố là đảng đi theo ý thức hệ Chủ nghĩa xã hội dân chủ. Tuy nhiên thì đảng cũng vẫn chỉ nhận được 16.4% phiếu bầu trong bầu cử nghị viện năm 1990 trước ngày thống nhất đất nước. Năm 2007, PDS đã sáp nhập với Lao động và công bằng xã hội (WASG) thành Cánh tả (Die Linke), hiện nay đảng có 39/726 ghế trong Quốc hội Đức sau cuộc bầu cử liên bang Đức năm 2021.

## Danh sách thành viên các khóa

### Quyền hạn
Theo Điều lệ Đảng các công việc xử lý thường nhật do Bộ Chính trị, Ban Bí thư phối hợp với Hội đồng Nhà nước, Hội đồng Bộ trưởng và Đoàn Chủ tịch Đại hội Nhân dân phối hợp giải quyết.

### Thành viên
Để trở thành Ủy viên Bộ Chính trị hoặc Ủy viên dự khuyết Bộ Chính trị thì ứng cử viên trước đấy phải là Ủy viên Trung ương Đảng.
Ủy viên được Ban chấp hành Trung ương Đảng bầu ra, danh sách ứng viên thường đã được hiệp thương từ trước.